# Witold Bałażak
Witold Mieczysław Bałażak (* 15. November 1964 in Radom) ist ein polnischer Politiker der Liga Polskich Rodzin (LPR).
Von 1993 bis 1997 studierte Bałażak an der Katholischen Universität Lublin. Vom 25. September 2005 bis 2007 war er Abgeordneter der LPR im Sejm. Bałażak wurde mit 6.420 Stimmen aus dem Wahlkreis 17 Radom gewählt. Er wurde am 11. Oktober 2009 zum Vorsitzenden der LPR gewählt. Er ist verheiratet.